# Путешествие в Икстлан
Путешествие в Икстлан (англ. Journey to Ixtlan) — третья книга Карлоса Кастанеды, опубликованная издательством Simon & Schuster в 1972 году. Кастанеда утверждал, что, как и предыдущие книги, «Путешествие в Икстлан» является описанием реальных событий, которые с ним произошли, однако этот факт ставится под сомнение некоторыми читателями и научной общественностью. Писательница Джойс Кэрол Оутс опубликовала отзыв в журнале The New York Times Book Review, выражая своё недоумение их рецензией на то, что было откровенной фантастикой.
Название книги было взято из аллегории, рассказанной Кастанеде коллегой его «бенефактора» Хенаро Флоресом. Икстлан (топоним ацтекского происхождения) оказывается метафорической родиной, на которую пытается вернуться «человек знания». Приобретённое знание делает его непохожим на обычных людей, которые кажутся ему всего лишь «призраками». Суть истории заключается в том, что после того, как человек приобретает «знание», он уже больше никогда не может вернуться домой, к своему прежнему образу жизни.
Путешествие в Икстлан существенно изменяет сформированный в первых двух книгах взгляд на учение. Кастанеда производит переоценку полученных от дона Хуана знаний, особенно относительно «остановки мира», к которой он относился только как к метафоре.
Также Кастанеда понимает, что психотропные растения, которые были существенной частью его обучения шаманизму, на самом деле не имеют той важности, которую он им приписывал. Во вступлении он пишет:

Моим основным положением в обеих книгах было то, что основными моментами в учении на мага были состояния необычной реальности, производимые приёмом психотропных растений.
Моё восприятие мира под воздействием этих психотропных веществ было таким запутанным и внушительным, что я был вынужден предположить, что такие состояния являлись единственной дорогой к передаче и обучению тому, чему дон Хуан пытался научить меня.
Это заключение было ошибочным.
Оригинальный текст (англ.)My basic assumption in both books has been that the articulation points in learning to be a sorcerer were the states of nonordinary reality produced by the ingestion of psychotropic plants...

My perception of the world through the effects of those psychotropics had been so bizarre and impressive that I was forced to assume that such states were the only avenue to communicating and learning what Don Juan was attempting to teach me.

That assumption was erroneous.

В книге описаны различные техники на «пути воина» и охотника — «…воин является неуязвимым охотником, который охотится за силой. Если он добьётся успеха в своей охоте, то он может стать человеком знания».
В книге Кастанеда придерживается скептической позиции и делает попытки рационального объяснения происходящих с ним явлений, но в конце перестаёт цепляться за своё описание мира и «останавливает мир».

## Содержание
В первой главе книги он вновь возвращается к своему первому знакомству с дон Хуаном в 1960 году. Когда на предложение Кастанеды оплачивать обучение, как это принято в обществе, дон Хуан заявляет, что платить следует не деньгами, а своим временем: «плати за моё время — твоим временем».
Кастанеда заново освещает своё обучение у дона Хуана и описывает практики «остановки мира» и «стирания личной истории». Дон Хуан знакомит Кастанеду с системой обучения, предложенной людьми знания древних индейцев, для «очистки» тонналя, а также учит управлению сновидением. Дон Хуан и Карлос вместе путешествуют по пустынным мексиканским горам в поисках силы. Поскольку употребление наркотиков имело строго определённую цель — сместить жёсткость описания мира и открыть для себя новые возможности, то теперь Карлос уже обходится без пейота. 
Однажды, когда Карлосу удалось поговорить с койотом на смеси английского с испанским, дон Хуан заявил, что это и была остановка мира, то есть избавление от шаблонов восприятия (гл. 19). Тема Икстлана появляется в истории дона Хенаро — друга дона Хуана — как образ недостижимого возвращения домой.